# Dafen (Cameroun)
Pour les articles homonymes, voir Dafen.
Dafen est une localité du Cameroun située dans le département du Logone-et-Chari et la Région de l'Extrême-Nord, à proximité de la frontière avec le Tchad. Elle fait partie de la commune de Zina.